# Des morceaux de moi
Pour plus de détails, voir Fiche technique et Distribution.
Des morceaux de moi est un film français de Nolwenn Lemesle sorti en 2013.

## Synopsis
Erell, une jeune fille désabusée évoluant dans une petite ville de province, a besoin d'exister avec sa caméra numérique qu'elle promène
partout au sein de sa famille. Auprès de sa mère malade qui la rejette malgré les soins qu'elle lui prodigue. Chez son père, entomologiste
amateur, non-conflictuel et un peu lunatique. Et chez ses potes Javier, le Majeur et Gabin avec qui elle meuble le temps en accumulant
des bêtises. Il y a aussi leur cercle: Duncan le jeune écossais aidant son oncle Bob, tenancier d'une baraque à casse-croûte. La grand-mère
Berthe hébergeant la grunge Marie-Antoinette qui s'occupe d'elle et l'oncle au Majeur qui offre gîte et couvert.
Il ne manque que la sœur d'Erell, Sarah qui s'en est allée brusquement à Paris sans donner de nouvelles ou presque pendant 4 ans et qui
réapparaît enceinte de six mois, s'installant avec son mari Antoine dans la maison familiale.
Erell cherche à comprendre d'où vient la complicité entre ses parents et sa sœur alors qu'elle n'en bénéficie pas. La famille parvient finalement à se dire ses vérités avant le départ de Sarah et Antoine. Erell en arrive à quitter le nid familial pour enfin changer de vie.

## Fiche technique
- Titre : Des morceaux de moi
- Réalisation : Nolwenn Lemesle
- Scénario : Nolwenn Lemesle
- Directeur de la photographie : David Ungaro
- Musique : Troy Von Balthazar et Ronan Maillard
- Montage : Louise Decelle
- Producteur : Christophe Bichot
- Société de production : Tokib Productions, en association avec la SOFICA Cinémage 6
- Coproduction : Appaloosa Films, APC
- Genre : comédie dramatique
- Durée : 90 minutes
- Budget : 1 500 000 €
- Dates de sortie : 13 février 2013
- DVD[1]/VOD : octobre 2013

## Distribution
- Adèle Exarchopoulos : Erell
- Zabou Breitman : Christine
- Tchéky Karyo : Edern
- Adélaïde Leroux : Sarah
- Martin Pautard : Antoine
- Bruno Lochet : Bob
- Côme Levin : Gabin
- Grégory Gatignol : Le Majeur
- Théo Cholbi : Javier
- Jason Sperry : Duncan
- Aurélie Lemanceau : Marie-Antoinette
- Fabio Zenoni : l'oncle

## Sélection en festivals
- Festival international du film francophone de Namur 2012 : Bayard d'Or de la Meilleure première œuvre – Prix Emile Cantillon
- Festival international du film de São Paulo 2012
- Festival international du film de Göteborg  2013
- Festival international du film Cine Jove de Valence 2013
- Festival du film de Giffoni 2013
- Film festival Cabourg Romantic Days 2013
- Festival international du film de Chicago 2013